# إدموند هارفي
إدموند هارفي (بالإنجليزية: E. Newton Harvey) (و. 1887 – 1959 م) هو عالم حيواني، من الولايات المتحدة الأمريكية، ولد في فيلادلفيا، بنسيلفانيا، كان عضوًا في الأكاديمية الوطنية للعلوم، والأكاديمية الأمريكية للفنون والعلوم، توفي عن عمر يناهز 72 عاماً.

## التعليم
تعلم في جامعة بنسلفانيا، وجامعة كولومبيا، وجامعة برنستون.

## جوائز
حصل على جوائز منها:
- جائزة رامفورد.

## روابط خارجية
- إدموند هارفي على موقع الموسوعة البريطانية (الإنجليزية)
- إدموند هارفي على موقع إن إن دي بي (الإنجليزية)